# Johann Buchinger
Johann Buchinger (* 8. Juni 1928 in Andorf; † 23. September 1994 in St. Roman) war ein österreichischer Politiker (ÖVP) und Lehrer. Er war von 1961 bis 1990 Abgeordneter zum Oberösterreichischen Landtag sowie Vizebürgermeister in St. Roman.

## Ausbildung und Beruf
Johann Buchinger besuchte die Volksschule in Andorf und die Hauptschule in Schärding. Im Anschluss absolvierte er die Bundeslehrerbildungsanstalt in Linz, wo er 1948 auch die Matura ablegte. Er absolvierte 1950 zudem die Lehramtsprüfung für Volksschulen und studierte des Weiteren zwischen 1954 und 1955 vier Semester Staats- und Wirtschaftswissenschaften an der Universität Wien. Ab 1952 war Buchinger als Volksschullehrer tätig, später wurde er Volksschuldirektor in St. Roman.

## Politik und Funktionen
Buchinger engagierte sich bereits während seines Studiums im politischen Bereich und wurde 1952 Obmann des Österreichischen Arbeiter- und Angestelltenbundes (ÖAAB) in St. Roman. Er übernahm zudem 1954 die Funktion des ÖAAB-Bezirks-Organisationsreferenten Schärding und übernahm 1957 die Leitung des ÖAAB-Hauptbezirkes Schärding. Innerhalb des ÖVPO war er zudem Gemeindeparteiobmann der ÖVP-St. Roman, 1972 stieg er zum ÖVP-Hauptbezirksobmann von Schärding auf und wurde in der Folge zudem Landesorganisationsreferent. Buchinger wirkte bis 1987 als ÖAAB-Hauptbezirksobmann und bis 1990 als ÖVP-Hauptbezirksobmann. Er war von 1955 bis 1964 Vizebürgermeister von St. Roman und kandidierte bei der Landtagswahl 1961 für die Österreichische Volkspartei. Am 16. November 1961 wurde er als Landtagsabgeordneter angelobt. Während seiner Zeit im Landtag war er zeitweise Vorsitzender des Schulausschusses. Buchinger schied am 7. März 1990 aus dem Landtag aus.

## Privates
Buchinger heiratete im Jahr 1955 die Lehrerin Margarete Lehner. Der Ehe entstammten eine Tochter und fünf Söhne. Er war Obmann der Turn- und Sportunion St. Roman, Obmann der Trachtenkapelle St. Roman und Mitglied der Freiwilligen Feuerwehr St. Roman.

## Auszeichnungen
- Goldenes Ehrenzeichen für Verdienste um die Republik Österreich (1975)
- Ehrenbürger von St. Roman (1978)
- Goldenes Ehrenzeichen des Landes Oberösterreich (1994)